# SM UC-15
SM UC-15 – niemiecki podwodny stawiacz min z okresu I wojny światowej, piętnasty w kolejności okręt podwodny typu UC I. Zwodowany 19 maja 1915 roku w stoczni AG Weser w Bremie, został przyjęty do służby w Kaiserliche Marine 28 czerwca 1915 roku. Przewieziony w częściach nad Adriatyk, został nominalnie wcielony w skład Kaiserliche und Königliche Kriegsmarine pod nazwą U-19. W trakcie służby operacyjnej na Morzu Czarnym okręt odbył 8 patroli bojowych, podczas których postawił zagrody minowe, na których zatonęły dwa statki o łącznej pojemności 874 BRT i jeden okręt o wyporności 350 ton. UC-15 zaginął po 13 listopada 1916 roku, prawdopodobnie zniszczony przez wybuch własnej miny podczas stawiania zagrody minowej.

## Projekt i budowa
Sukcesy pierwszych niemieckich U-Bootów na początku I wojny światowej (m.in. zatopienie brytyjskich krążowników pancernych HMS „Aboukir”, „Hogue” i „Cressy” przez U-9) skłoniły dowództwo Cesarskiej Marynarki Wojennej z admirałem Tirpitzem na czele do działań mających na celu budowę nowych typów okrętów podwodnych. Doceniając też wagę wojny minowej, 9 października 1914 roku ministerstwo marynarki zatwierdziło projekt małego podwodnego stawiacza min opracowanego przez Inspektorat Torped pod kierunkiem dr Wernera, oznaczonego później jako typ UC I.
Przyszłt UC-15 zamówiony został 23 listopada 1914 roku jako ostatni z serii 15 okrętów typu UC I (numer projektu 35a, nadany przez Inspektorat U-Bootów), w ramach wojennego programu rozbudowy floty. Został zbudowany w stoczni AG Weser w Bremie. Stocznia oszacowała czas budowy okrętu na 5-6 miesięcy. UC-15 otrzymał numer stoczniowy 230 (Werk 230). Stępkę okrętu położono 28 stycznia 1915 roku, a zwodowany został 19 maja 1915 roku.

## Dane taktyczno-techniczne
UC-15 był niewielkim, przybrzeżnym okrętem podwodnym o konstrukcji jednokadłubowej, którego koncepcja oparta była na projekcie jednostek typu UB I. Długość całkowita wynosiła 33,99 metra, szerokość 3,15 metra i zanurzenie 3,04 metra. Wysokość (od stępki do szczytu kiosku) wynosiła 6,3 metra. Wyporność w położeniu nawodnym wynosiła 168 ton, a w zanurzeniu 183 tony. Jednostka posiadała zaokrąglony dziób oraz cylindryczny kiosk o średnicy 1,3 m, obudowany opływową osłoną, a do jej wnętrza prowadziły dwa luki: jeden w kiosku i drugi w części rufowej, prowadzący do pomieszczeń załogi. Okręt napędzany był na powierzchni przez 6-cylindrowy, czterosuwowy silnik Diesla Daimler RS166 o mocy 90 koni mechanicznych (KM), a pod wodą poruszał się dzięki silnikowi elektrycznemu SSW o mocy 175 KM. Poruszający jedną trójłopatową, wykonaną z brązu śrubą (o średnicy 1,8 m i skoku 0,43 m) układ napędowy zapewniał prędkość 6,2 węzła na powierzchni i 5,22 węzła w zanurzeniu (przy użyciu na powierzchni silnika elektrycznego okręt był w stanie osiągnąć 7,5 węzła). Zasięg wynosił 910 Mm przy prędkości 5 węzłów w położeniu nawodnym oraz 50 Mm przy prędkości 4 węzłów pod wodą. Okręt zabierał 3,5 tony oleju napędowego, a energia elektryczna magazynowana była w akumulatorach składających się ze 112 ogniw, o pojemności 4000 Ah, które zapewniały 3 godziny podwodnego pływania przy pełnym obciążeniu.
Okręt posiadał dwa wewnętrzne zbiorniki balastowe. Dopuszczalna głębokość zanurzenia wynosiła 50 metrów, a czas zanurzenia 23-36 s. Okręt nie posiadał uzbrojenia torpedowego ani artyleryjskiego, przenosił natomiast w części dziobowej 12 min kotwicznych typu UC/120 w sześciu skośnych szybach minowych o średnicy 100 cm, usytuowanych jeden za drugim w osi symetrii okrętu, pod kątem do tyłu (sposób stawiania – „pod siebie”). Układ ten powodował, że miny trzeba było stawiać na zaplanowanej przed rejsem głębokości, gdyż na morzu nie było do nich dostępu (także zapalniki min trzeba było montować jeszcze przed wypłynięciem, co nie było rozwiązaniem bezpiecznym i stało się przyczyną zagłady kilku jednostek tego typu). Uzbrojenie uzupełniał jeden karabin maszynowy z zapasem amunicji wynoszącym 150 naboi. Okręt posiadał jeden peryskop Zeissa. Wyposażenie uzupełniała kotwica grzybkowa o masie 136 kg. Załoga okrętu składała się z 1 oficera (dowódcy) oraz 13 podoficerów i marynarzy.

## Przebieg służby

### 1915 rok
SM został wcielony do służby w Cesarskiej Marynarce Wojennej 28 czerwca 1915 roku. Tego dnia dowódcą U-Boota mianowany został por. mar. Albrecht von Dewitz. Następnie okręt został w sekcjach przewieziony koleją do austro-węgierskiej bazy Pola nad Morzem Adriatyckim, gdzie został powtórnie zmontowany. Okręt nominalnie wcielono do K.u.K. Kriegsmarine pod nazwą U-19, jednak załoga pozostała niemiecka. 18 sierpnia okręt dotarł do Konstantynopola i został włączony w skład tamtejszego dywizjonu U-Bootów. W związku z tym, że UC-15 w miejsce min przewiózł do Turcji ładunek wyposażenia wojskowego, trzeba było ponownie przystosować część dziobową okrętu do pierwotnej funkcji, co na długo wyłączyło okręt z działalności operacyjnej. Prace remontowe trwały pół roku – dłużyły się z powodu niskiej wydajności pracy i braku odpowiedniego zaplecza materiałowo-technicznego tureckich stoczni.

### 1916 rok
Prace stoczniowe prowadzone na UC-15 zakończyły się dopiero na początku marca 1916 roku, kiedy to okręt z Konstantynopola przepłynął do bazy niemieckich U-Bootów w bułgarskiej Warnie. Na pierwszą misję okręt wyszedł 9 marca, jednak z powodu uszkodzeń odniesionych podczas silnego sztormu musiał ją przerwać. Kolejne wyjścia w morze były bardziej udane, choć nie przyniosły sukcesów w postaci zatopienia wrogich jednostek: 24 marca postawiono 11 min nieopodal Chersonezu na Krymie, a 1 kwietnia identyczną liczbę ładunków u wejścia do portu w Sewastopolu. Z następną misją okręt wyszedł z Warny 21 kwietnia, stawiając 12 min nieopodal Sewastopola. 25 kwietnia na minę wszedł rosyjski niszczyciel „Żywuczij” (350 t), który zatonął ze stratą 48 członków załogi. W drodze powrotnej na południowy zachód od Chersonezu okręt przechwycił i zniszczył za pomocą ładunków wybuchowych trzymasztowy szkuner „Sw. Georgij Pobiedonosiec” (112 BRT). Pobrawszy w Konstantynopolu nową partię min, 28 maja UC-15 postawił liczącą 12 sztuk zagrodę minową między Oczakowem a Odessą. 20 czerwca w tym rejonie wszedł na minę zbudowany w 1910 roku rosyjski statek pasażerski „Mierkurij” (762 BRT), na pokładzie którego śmierć poniosły 272 osoby. 5 czerwca okręt powrócił do Konstantynopola, gdzie ponownie trafił na długotrwały remont stoczniowy.
6 października 1916 roku nowym kapitanem okrętu został por. mar. Bruno Heller. 13 listopada okręt wyszedł z misją postawienia zagrody minowej pod Suliną u ujścia Dunaju, z której już nie powrócił. Przypuszcza się, że UC-15 zatonął zniszczony przez wybuch własnej miny, bądź wszedł na jedną z min postawionych w tym rejonie w maju przez krążownik lekki „Midilli”.